# Đặng Văn Lẫm
Đặng Văn Lẫm (sinh ngày 18 tháng 10 năm 1968) là tướng lĩnh Quân đội nhân dân Việt Nam. Ông là Thiếu tướng Quân đội nhân dân Việt Nam, hiện là Phó Tư lệnh Quân khu 7, Quân đội nhân dân Việt Nam, Đại biểu Quốc hội khóa XV từ Thành phố Hồ Chí Minh. Ông từng là Phó Tham mưu trưởng Quân khu 7 cũng như Hiệu trưởng Trường Quân sự quân khu này.
Đặng Văn Lẫm là đảng viên Đảng Cộng sản Việt Nam, học vị Cử nhân Quân sự, Cao cấp lý luận chính trị. Ông có sự nghiệp đều phục vụ tại các cơ quan, đơn vị của Quân khu 7.

## Xuất thân và giáo dục
Đặng Văn Lẫm sinh ngày 18 tháng 10 năm 1968 tại xã Đức Hòa Đông, huyện Đức Hòa, tỉnh Hậu Nghĩa, nay là tỉnh Long An. Ông lớn lên ở Đức Hòa, vào tháng 9 năm 1985 thì nhập ngũ Quân đội nhân dân Việt Nam, theo học Trường Sĩ quan Lục quân 2 nay là Trường Đại học Nguyễn Huệ, về chuyên ngành binh chủng hợp thành, tốt nghiệp tháng 7 năm 1988. Tháng 9 năm 1993, ông theo học khóa đào tạo tiểu đoàn trưởng binh chủng hợp thành của Học viện Lục quân, tốt nghiệp tháng 2 năm 1994, sau đó 2 năm vào tháng 9 năm 1996 thì lên Đà Lạt, học chương trình 5 bậc đại học kết hợp Học viện Lục quân và Trường Đại học Đà Lạt cho đến tháng 8 năm sau, rồi học về chỉ huy, tham mưu binh chủng hợp thành của học viện thêm 2 năm nữa. Vào tháng 2 năm 2004, ông học sĩ quan chỉ huy, tham mưu cấp sư đoàn và tốt nghiệp vào tháng 7 năm 2005, và sau đó là khóa đào tạo cán bộ chiến dịch, chiến lược giai đoạn 2008–09 tại Học viện Quốc phòng. Đặng Văn Lẫm được được kết nạp Đảng Cộng sản Việt Nam vào ngày 4 tháng 2 năm 1987 tại trường Lục quân 2, là đảng viên chính thức sau đó 1 năm, theo học bồi dưỡng dự nguồn cán bộ cao cấp giai đoạn tháng 3–7 năm 2015 tại Học viện Chính trị Quốc gia Hồ Chí Minh và có chứng chỉ cao cấp lý luận chính trị. Nay ông cư trú tại thị trấn Cần Giuộc, huyện Cần Giuộc, tỉnh Long An.

## Sự nghiệp
Tháng 8 năm 1988, sau khi tốt nghiệp trường Sĩ quan Lục quân 2, Đặng Văn Lẫm được điều về Quân khu 7, bắt đầu là Trung đội trưởng Trung đội 1, Đại đội 1, Tiểu đoàn 1, Trung đoàn 201 của Sư đoàn 302 thuộc mặt trận 479. Sau đó, ông là Phó Đại đội trưởng quân sự của Đại đội 2 từ tháng 5 năm 1989, chuyển về Đại đội 1 sau đó 4 tháng, rồi thăng chức Đại đội trưởng từ tháng 8 năm 1990. Vào tháng 3 năm 1994, sau khi hoàn thành khóa học ở Học viện Lục quân, ông được bổ nhiệm làm Phó Tiểu đoàn trưởng Tiểu đoàn 7 của Trung đoàn 271, Sư đoàn 5, hoạt động ở Thái Bình, Châu Thành, Tây Ninh, rồi thăng lên Tiểu đoàn trưởng vào cuối năm này. Đặng Văn Lẫm tiếp tục được cử đi học các chương trình sĩ quan trong 3 năm tiếp theo, đến tháng 10 năm 1999 thì trở lại, giữ chức Phó Tham mưu trưởng Trung đoàn 271, rồi Phó Trung đoàn trưởng từ tháng 4 năm 2001, và là Trung đoàn trưởng từ cuối năm. Tháng 8 năm 2005, Đặng Văn Lẫm được điều về quê nhà Long An, nhậm chức Phó Tham mưu trưởng Bộ Chỉ huy quân sự tỉnh Long An, rồi Phó Chỉ huy trưởng từ tháng 5 năm 2006, kiêm thêm Tham mưu trưởng bộ chỉ huy này từ tháng 8 năm 2009. Vào tháng 11 năm 2013, ông được điều tới Trường Quân sự Quân khu 7, nhậm chức Phó Hiệu trưởng trường. Sau đó 4 năm, ông được thăng chức làm Hiệu trưởng, Phó Bí thư Đảng ủy trường từ tháng 5 năm 2017.
Tháng 6 năm 2019, Đặng Văn Lẫm được điều lên trụ sở Quân khu 7, nhậm chức Phó Tham mưu trưởng, đồng thời là Đảng ủy viên Quân khu, Ủy viên thường vụ Đảng ủy Bộ tham mưu. Vào tháng 1 năm 2021, ông được bổ nhiệm làm Phó Tư lệnh Quân khu, rồi được phong quân hàm Thiếu tướng vào giai đoạn này. Cùng năm, ông được Bộ Tư lệnh Quân khu 7 giới thiệu ứng cử đại biểu quốc hội ở Thành phố Hồ Chí Minh, thuộc đơn vị bầu cử số 8 gồm Quận 6 và huyện Bình Chánh, để rồi trúng cử Đại biểu Quốc hội khóa XV với tỉ lệ 58,92%. Trong Quốc hội khóa XV, ông được phân công là Ủy viên Ủy ban Quốc phòng và An ninh của Quốc hội.

## Khen thưởng
- Huy chương Quân kỳ quyết thắng, 2010;
- Huân chương Chiến sĩ vẻ vang I, II, III;

## Lịch sử thụ phong quân hàm
| Quân hàm |             |  |  |  |  |  |  |  |  |  |  |
| Cấp bậc  | Thiếu tướng |  |  |  |  |  |  |  |  |  |  |
|          |             |  |  |  |  |  |  |  |  |  |  |